# Cristóbal Henríquez
Cristóbal Guillermo Henríquez Villagra (La Florida, 7 de agosto de 1996], es un estudiante y ajedrecista chileno.

## Biografía
Henríquez es hijo de Óscar Henríquez y Patricia Villagra. Comenzó a jugar ajedrez en una parroquia y desde temprana edad demostró aptitudes en esta disciplina, pues disputaba partidas con personas adultas las cuales vencía inapelablemente. En 2004 con 8 años fue por primera vez campeón nacional de ajedrez en su categoría. 
En 2013 participa del XXIV Festival Panamericano de la Juventud y se convierte en  Maestro Internacional.
En 2014 salió tercero en un Mundial sub-18 en Sudáfrica.
En 2015, abandona sus estudios en el Instituto Nacional.
Triunfa frente a Gran Maestro (GM) israelí Boris Gelfand y se convierte en el primer chileno en pasar la primera fase de un Mundial de Ajedrez.

## Distinciones
- 2007, fue condecorado por la Presidenta Michelle Bachelet como el mejor deportista chileno menor de 12 años.[5]
- 2014, tercer lugar en el campeonato del mundo juvenil.
- 2015, ganó por primera vez el título absoluto de ajedrez de Chile.
- 2016, tras disputar la final de un torneo realizado en España, el ajedrecista se convirtió en el sexto Gran Maestro del ajedrez Chileno, siendo el segundo ajedrecista más joven del país en conseguir este reconocimiento.

"En el ajedrez, como en la vida, uno se da cuenta de que el mayor rival es uno mismo."
Cristóbal Henríquez en 2015.